# Slammiversary XV
Slammiversary XV foi um evento de luta livre profissional produzido pelo Impact Wrestling  e transmitido em formato pay-per-view que ocorreu no dia 2 de julho de 2017, no Impact Zone na cidade de Orlando, Flórida. Este foi o décimo terceiro evento da cronologia Slammiversary.

## Antes do evento
Slammiversary teve combates de luta profissional de diferentes lutadores com rivalidades e histórias pré-determinadas, que se desenvolveram no Impact Wrestling — programa de televisão do Impact Wrestling. Os lutadores interpretaram um vilão ou um mocinho seguindo uma série de eventos para gerar tensão, culminando em várias lutas.

## Resultados
| Nº                                          | Resultados | Estipulações                                                                                              | Tempo |
| ------------------------------------------- | --- | --- | ----- |
| 1                                           | The Latin American Xchange (Ortiz e Santana) (c) (c/ Diamanté, Konnan e Homicide) derrotou Drago e El Hijo del Fantasma, Laredo Kid e Garza Jr. e Naomichi Marufuji e Taiji Ishimori | Luta de quatro duplas pelo Campeonato Mundial de Duplas do Impact e Campeonato de Duplas da GFW           | 14:40 |
| 2                                           | DeAngelo Williams e Moose derrotou Chris Adonis e Eli Drake | Luta de duplas                                                                                            | 10:40 |
| 3                                           | Ethan Carter III derrotou James Storm | Luta Strap                                                                                                | 10:50 |
| 4                                           | Jeremy Borash e Abyss derrotou Josh Mathews e Scott Steiner | Luta Falls Count Anywhere                                                                                 | 10:50 |
| 5                                           | Alisha Edwards e Eddie Edwards derrotou Angelina Love e Davey Richards | Luta Full Metal Mayhem                                                                                    | 08:30 |
| 6                                           | Sonjay Dutt (c) derrotou Low Ki | Luta de duas quedas pelo Campeonato da X Division do Impact                                               | 18:20 |
| 7                                           | Sienna derrotou Rosemary por submissão | Luta individual para unificar o Campeonato das Knockouts do Impact e Campeonato Feminino da GFW           | 10:55 |
| 8                                           | Alberto El Patrón (com Dos Caras) derrotou Lashley (com King Mo) | Luta individual para unificar o Campeonato Mundial dos Pesos-Pesados do Impact e Campeonato Global da GFW | 18:05 |
| (c) – Refere-se aos campeões antes da luta. | | |       |